# Notació de Hermann-Mauguin
La notació de Hermann-Mauguin o símbols de Hermann-Mauguin (o bé, notació internacional perquè va ser adoptada com a estàndard per la International Tables For Crystallography des de la seva primera edició de 1935.) prové dels cognoms de Carl Hermann i de Charles Victor Mauguin i proporciona els elements de les operacions de simetria d'un grup puntual o d'un grup d'espai la llargada de cada direcció de simetria d'un sistema reticular. La llargada d'una direcció de simetria es troba sempre de les operacions de simetria dins un grup holohedre, però no sempre en un grup meriedre. Les direccions de simetria són característiques de cada sistema reticular.
La notació de Hermann–Mauguin, comparada amb la notació de Schoenflies, és la preferida en la cristal·lografia.

Una direcció de simetria de l'espai tridimensionnel s'indica per [u{\displaystyle \,}v{\displaystyle \,}w], on els tres índexs u, v, w són les coordenades del primer node de la xarxa la llargada de la direcció donada.
| Sistema reticular                | primera direcció de simetria | segona direcció de simetria | tercera direcció de simetria |
| -------------------------------- | --- | --- | --- |
| triclínic                        | --- | --- | --- |
| monoclínic                       | [0{\displaystyle \,}1{\displaystyle \,}0]                                                                                       | --- | --- |
| ortoròmbic                       | [1{\displaystyle \,}0{\displaystyle \,}0]                                                                                       | [0{\displaystyle \,}1{\displaystyle \,}0] | [0{\displaystyle \,}0{\displaystyle \,}1] |
| tétragonal                       | [0{\displaystyle \,}0{\displaystyle \,}1]                                                                                       | [1{\displaystyle \,}0{\displaystyle \,}0], [0{\displaystyle \,}1{\displaystyle \,}0]                                                                                       | [1{\displaystyle \,}1{\displaystyle \,}0], [1{\displaystyle \,}1{\displaystyle \,}0] |
| rombohèdric (eixos rombohèdrics) | [1{\displaystyle \,}1{\displaystyle \,}1]                                                                                       | [1{\displaystyle \,}1{\displaystyle \,}0], [0{\displaystyle \,}1{\displaystyle \,}1], [1{\displaystyle \,}0{\displaystyle \,}1]                                            | --- |
| rhomboédrique (eixos hexagonals) | [0{\displaystyle \,}0{\displaystyle \,}1]                                                                                       | [1{\displaystyle \,}0{\displaystyle \,}0], [0{\displaystyle xo\,}1{\displaystyle \,}0], [1{\displaystyle \,}1{\displaystyle \,}0]                                          | --- |
| hexagonal                        | [0{\displaystyle \,}0{\displaystyle \,}1]                                                                                       | [1{\displaystyle \,}0{\displaystyle \,}0], [0{\displaystyle \,}1{\displaystyle \,}0], [1{\displaystyle \,}1{\displaystyle \,}0]                                            | [2{\displaystyle \,}1{\displaystyle \,}0], [1{\displaystyle \,}2{\displaystyle \,}0], [1{\displaystyle \,}1{\displaystyle \,}0] |
| cúbic                            | [0{\displaystyle \,}0{\displaystyle \,}1], [1{\displaystyle \,}0{\displaystyle \,}0], [0{\displaystyle \,}1{\displaystyle \,}0] | [1{\displaystyle \,}1{\displaystyle \,}1], [1{\displaystyle \,}1{\displaystyle \,}1], [1{\displaystyle \,}1{\displaystyle \,}1], [1{\displaystyle \,}1{\displaystyle \,}1] | [1{\displaystyle \,}1{\displaystyle \,}0], [1{\displaystyle \,}1{\displaystyle \,}0], [1{\displaystyle \,}0{\displaystyle \,}1], [1{\displaystyle \,}0{\displaystyle \,}1], [0{\displaystyle \,}1{\displaystyle \,}1], [0{\displaystyle \,}1{\displaystyle \,}1] |